# Tetrabutilestaño
El tetrabutilestaño es el compuesto organoestánnico con la fórmula molecular Sn(CH
2CH
2CH
2CH
3)
4 o SnBu
4, donde Bu es butilo −CH
2CH
2CH
2CH
3 A veces abreviado como TTBT, es un aceite incoloro y lipofílico, ligeramente volátil, inflamable y prácticamente insoluble en agua. Estable, reacciona sin embargo con oxidantes fuertes.
El tetrabutilestaño es un precursor de los compuestos de tributilestaño y dibutilestaño (sustancias químicas clasificadas por la Unión Europea como reprotóxicas y mutagénicas). Por la reacción de redistribución con cloruro de estaño (IV) se forma cloruro de tributilestaño y cloruro de dibutilestaño. Estos compuestos son materiales de partida para una amplia gama de compuestos organoestánnicos utilizados como estabilizadores para PVC y como biocidas, fungicidas, conservantes de madera y (históricamente) agentes antiincrustantes marinos.

## Obtención
El tetrabutilestaño se puede obtener mediante la reacción de tetracloruro de estaño con cloruro de butilmagnesio, N-butil-litio o directamente mediante una síntesis de Wurtz por reacción con sodio elemental y 1-clorobutano.
{\displaystyle \mathrm {SnCl_{4}+\ 4\ BuMgCl\longrightarrow \ SnBu_{4}+\ 4\ MgCl_{2}\ \ \ Bu=n-Butyl} }
{\displaystyle \mathrm {SnCl_{4}+\ 4\ BuLi\longrightarrow \ SnBu_{4}+\ 4\ LiCl} }
{\displaystyle \mathrm {SnCl_{4}+\ 4\ BuCl+8Na\longrightarrow \ SnBu_{4}+\ 8\ NaCl} }